# Pfarrkirche Fladnitz an der Teichalm

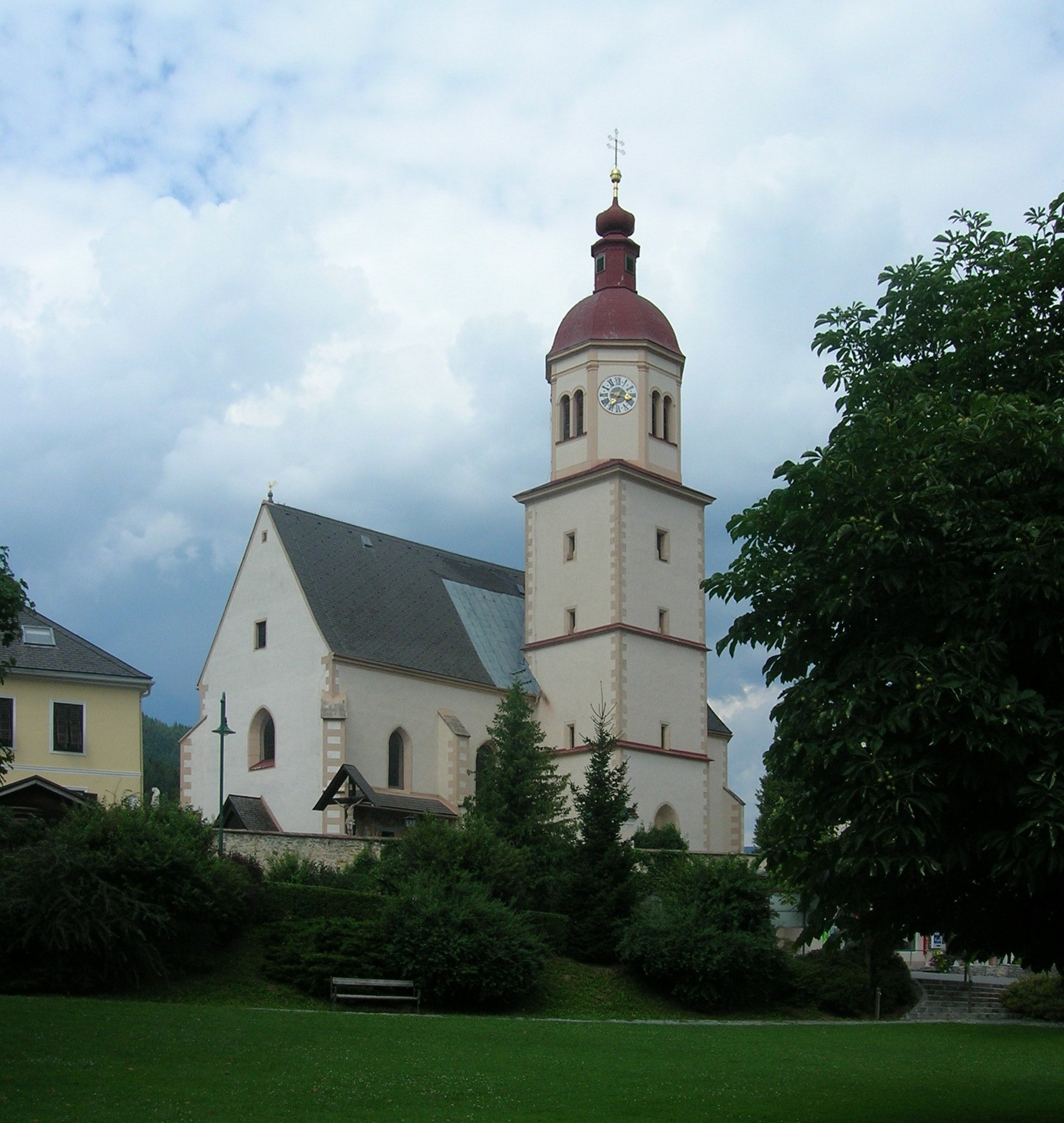
Kath. Pfarrkirche hl. Nikolaus in Fladnitz an der Teichalm

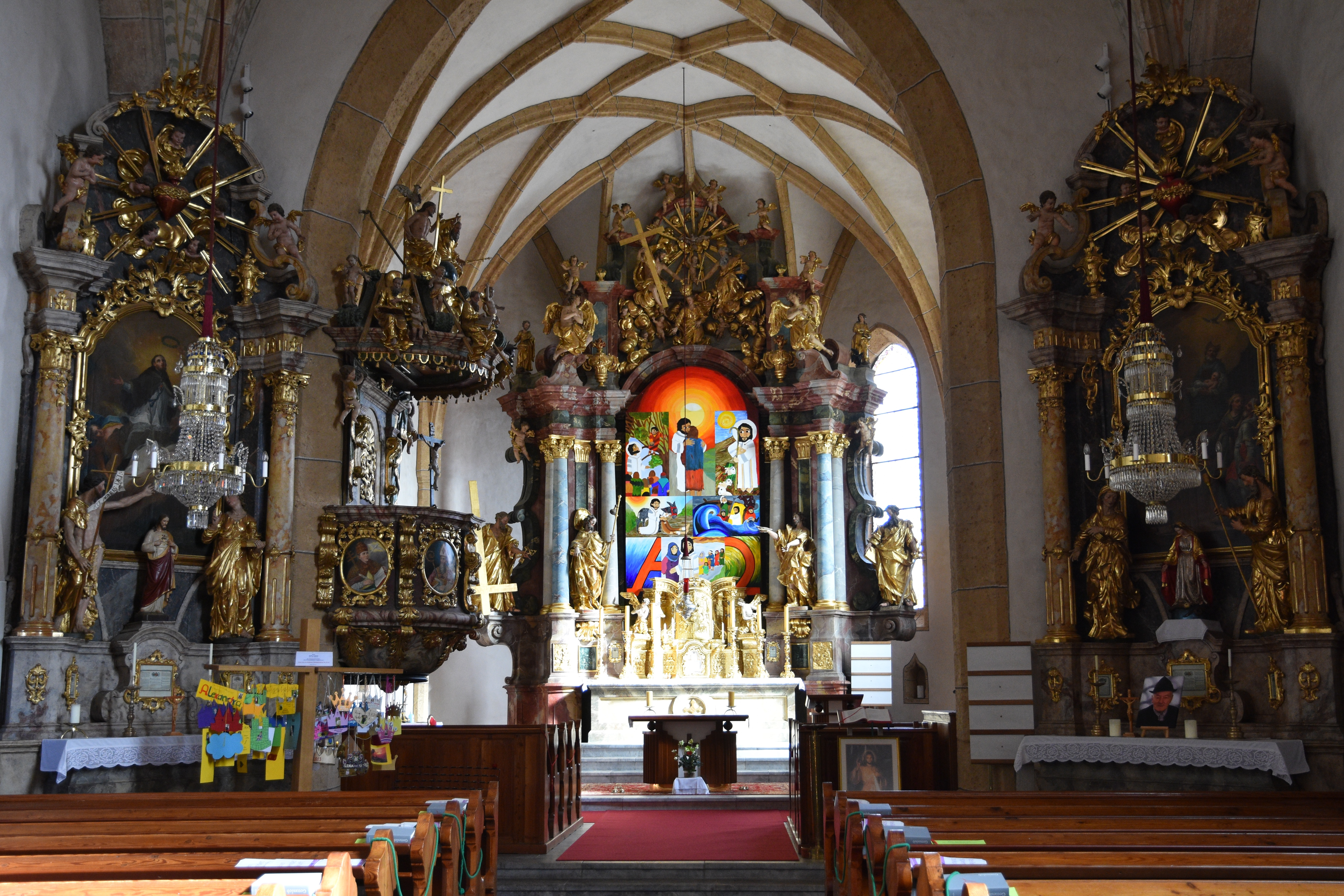
Innenansicht

Die römisch-katholische Pfarrkirche Fladnitz an der Teichalm steht in der Gemeinde Fladnitz an der Teichalm im Bezirk Weiz in der Steiermark. Die Kirche ist mit einer Friedhofsmauer mit Initienkapellen umgeben. Die auf den heiligen Nikolaus geweihte Pfarrkirche gehört zum Dekanat Weiz in der Diözese Graz-Seckau. Die Kirche steht unter Denkmalschutz (Listeneintrag).

## Geschichte
Urkundlich wird die Kirche mit dem Jahr 1283 genannt.

## Architektur
Die Kirche ist ein einheitlicher spätgotischer Neubau, welcher in der Turmkapelle mit dem Jahr 1486 datiert ist. Das dreijochige Langhaus mit einem Netzrippengewölbe auf vorstehenden Wandvorlagen geht in einen unmerklich eingezogenen zweijochigen Chor mit 3/8-Schluss mit Netzrippengewölbe auf Diensten über. Das Langhaus hat ein Westportal und ein Südportal, der Chor hat eine Sakramentsnische und zwei Portale. Im Süden des Langhauses, am dritten Schiffsjoch, steht der quadratische Turm, mit einem barocken achteckigen Glockengeschoß mit Helm und Laterne aus dem Jahre 1721. Die Turmkapelle hat ein Sternrippengewölbe. Im Norden, am dritten Schiffsjoch, ist ein barocker Kapellenanbau aus der 2. Hälfte des 17. Jahrhunderts, wo gleichzeitig der Einbau der Orgelempore erfolgte. Außen umlaufend sind abgetreppte Strebepfeiler.

## Ausstattung
An den Gewölben von 1512 sind zarte Rankenmalereien. In der Turmkapelle ist hinter dem Altar ein Wandfresko mit Heiligen und bemalte Wappenschilder der Stubenberg als Rippenkonsolen um 1500. In der Seitenkapelle sind barocke Freskenbilder.

## Einrichtung
Die Kanzel ist mit 1728 datiert. Die Kapellenaltäre sind um 1730 entstanden, der rechte mit einer Kopie der Grazer Pietà von Johann Jacob Schoy. Der Hochaltar aus dem Jahre 1736 hat Figuren des Bildhauers Philipp Jakob Straub und trägt das Bild des hl. Nikolaus des Malers Johann Veit Hauck aus 1736. Der Tabernakel und die zwei Seitenaltäre sind aus dem 3. Viertel des 18. Jahrhunderts.
Der Taufstein ist aus 1780. Die Kreuzwegbilder aus 1800. Das Glasgemälde im Westfenster mit der Darstellung der hl. Cäcilie wurde 1961 gefertigt.
Die Orgel ist aus dem Jahre 1962.
Es gibt drei alte Glocken, eine von Medardus Reig aus 1692, eine von F. A. Pignet aus 1717 und eine von Martin Feltl aus 1750.

## Grabdenkmäler
Es gibt Grabsteine aus 1680 und 1708. 